# Project Pat
Project Pat, właściwie Patrick Stephen Houston (ur. 8 lutego 1972 w Memphis, Tennessee) – amerykański raper. Starszy brat Jordana Michaela Houstona (Juicy J).
O Patricku zaczęło być głośno w mainstreamowym światku rapu po refrenie wykonanym w hicie Three 6 Mafia pt. "Sippin' on Some Syrup" w 2000 r. oraz wydaniu trzeciego albumu Mista Don't Play: Everythangs Workin' w 2001, najlepiej sprzedającego się albumu niezależnego w wytwórni Hypnotize Mindz.
W 2001 został oskarżony o nielegalne posiadanie broni.

## Dyskografia

### Albumy
- 1999: Ghetty Green
- 2000: Murderers & Robbers
- 2001: Mista Don't Play: Everythangs Workin'
- 2002: Layin' da Smack Down
- 2006: Crook by da Book: The Fed Story
- 2007: Walkin' Bank Roll
- 2009: Real Recognize Real
- 2010: Goon Hustlin

### Mikstejpy
- 2003: The Appeal Mixtape (z C-Wiz)
- 2007: What Cha Starrin At? Mixtape (z C-Wiz)
- 2008: The History of Violence Mixtape (z DJ Scream)
- 2009: Back 2 Da Hood Mixtape (z Dutty Laundry)
- 2010: Back 2 Da Hood 2 Mixtape (z DJ Scream)

### Mikstejpy z Juicy J
- 2009: Play Me Some Pimpin (z Trap-A-Holics)
- 2009: Play Me Some Pimpin Pt. 2 (z DJ Drama)
- 2009: Cut Throat (z DJ Smallz & DJ Kayslay)
- 2010: Cut Throat 2 (z DJ Scream & DJ Whoo Kid)
- 2010: Convicted Felon (z DJ Boogaloo & Devin Steele)